# Championnat de Syrie de football 2019-2020
 (août 2025).
Si vous disposez d'ouvrages ou d'articles de référence ou si vous connaissez des sites web de qualité traitant du thème abordé ici, merci de compléter l'article en donnant les références utiles à sa vérifiabilité et en les liant à la section « Notes et références ».
Navigation
Saison précédente Saison suivante
La saison 2019-2020 du Championnat de Syrie de football est la quarante-neuvième édition du championnat de première division en Syrie. Les quatorze meilleurs clubs du pays sont regroupés au sein d'une poule unique où ils s'affrontent deux fois au cours de la saison, à domicile et à l'extérieur. En fin de saison, les deux derniers du classement sont relégués et remplacés par les meilleures équipes de deuxième division.
Le Tishreen SC, remporte son troisième titre de champion de Syrie.
La compétition est interrompue après la 16e journée le 6 mars 2020, à cause de la pandémie de Covid-19. Elle reprend le 28 mai 2020.

## Les clubs participants
- Al-Karamah SC
- Al Ittihad Alep
- Hutteen SC
- Al Taliya Hama
- Al Wahda Club
- Al-Nwa'ir
- Tishreen SC
- Al-Jazira - promu de D2
- Al Shorta Damas
- Al-Sahel SC
- Al Wathba Homs
- Al Jaish Damas
- Jableh SC
- Al Futuwa Deir ez-Zor - promu de D2

## Compétition
Le barème utilisé pour établir les différents classement est le suivant :
- Victoire : 3 points
- Match nul : 1 point
- Défaite : 0 point

### Classement
| Rang | Équipe                  | Pts | J  | G  | N  | P  | Bp | Bc | Diff |
| ---- | ----------------------- | --- | -- | -- | -- | -- | -- | -- | ---- |
| 1    | Tishreen SC             | 59  | 26 | 18 | 5  | 3  | 44 | 15 | +29  |
| 2    | Al Wathba Homs          | 56  | 26 | 17 | 5  | 4  | 45 | 13 | +32  |
| 3    | Hutteen SC              | 53  | 26 | 15 | 8  | 3  | 40 | 17 | +23  |
| 4    | Al Jaish Damas T        | 49  | 26 | 14 | 7  | 5  | 48 | 22 | +26  |
| 5    | Al Wahda Club C         | 44  | 26 | 11 | 11 | 4  | 30 | 18 | +12  |
| 6    | Al Ittihad Alep         | 43  | 26 | 11 | 10 | 5  | 34 | 22 | +12  |
| 7    | Al Shorta Damas         | 35  | 26 | 10 | 5  | 11 | 26 | 27 | -1   |
| 8    | Al-Karamah SC           | 33  | 26 | 8  | 9  | 9  | 20 | 19 | +1   |
| 9    | Al Taliya Hama          | 29  | 26 | 7  | 8  | 11 | 24 | 29 | -5   |
| 10   | Al Futuwa Deir ez-Zor P | 23  | 26 | 5  | 8  | 13 | 20 | 49 | -29  |
| 11   | Jableh SC               | 22  | 26 | 4  | 10 | 12 | 19 | 37 | -18  |
| 12   | Al-Sahel SC             | 22  | 26 | 5  | 7  | 14 | 20 | 42 | -22  |
| 13   | Al-Nwa'ir               | 19  | 26 | 4  | 7  | 15 | 22 | 40 | -18  |
| 14   | Al-Jazira P             | 7   | 26 | 1  | 4  | 21 | 15 | 57 | -42  |

|  | Qualification pour la Coupe de l'AFC 2021                                             |
|  | Relégation en deuxième division                                                       |
|  | T : Tenant du titre C : Vainqueur de la Coupe de Syrie P : Promu de deuxième division |

## Bilan de la saison
| Championnat de Syrie de football 2019-2020 |                        |
| Champion                                   | Tishreen SC (3e titre) |
| Coupes et trophées                         |                        |
| Vainqueur de la Coupe de Syrie 2019-2020   | Al Wahda Club          |
| Qualifications continentales               |                        |
| Coupe de l'AFC 2021                        | Tishreen SC            |
| Coupe de l'AFC 2021                        | Al Wahda Club          |
| Promotions et relégations                  |                        |
| Promus en Syrian League                    | Harjaleh               |
| Promus en Syrian League                    | Hurriya SC             |
| Relégués en 1st Division                   | Al-Jazira              |
| Relégués en 1st Division                   | Al-Nwa'ir              |